# Keith Jennings
Keith Russell « Mister » Jennings, né le 2 novembre 1968 à Culpeper (États-Unis, État de Virginie), est un joueur américain de basket-ball, évoluant au poste de meneur, il mesure 1,70m pour 72 kg.

## Biographie
Il a joué en NCAA à East Tennessee State pendant 4 saisons, a reçu le Frances Pomeroy Naismith Award. Bien que considéré comme étant l'un des 10 ou 15 meilleurs joueurs de la saison 1990-1991 [réf. nécessaire], il ne sera pas drafté par une équipe NBA.
Il se relance en USBL à Jacksonville, puis file en Allemagne à Brandt Hagen.
Don Nelson, entraîneur des Warriors de Golden State, cherchant un remplaçant à Tim Hardaway l'engage. Il y joue pendant 3 ans et 164 matchs, non sans se blesser la première année au genou droit. Ses statistiques sur cette période sont de 6,6 points, 1,5 rebond et 3,7 passes en 18 minutes. Sa dernière saison avec les Warriors est la plus réussie d'un point de vue statistique : elle débute 24 des 80 rencontres de phase régulière qu'elle dispute et obtient 7,4 points et 4,7 rebonds en 21 minutes 5.
Il s'exile à nouveau pour la saison 1995-1996 en Espagne à l'Estudiantes Madrid.
Il revient en NBA à Denver mais son genou gauche le lâche en présaison et il ne jouera aucun match avec la franchise du Colorado.
Il rejoint l'équipe du Mans pour deux saisons (MVP de l'année 1999) où il est adulé par les supporters du MSB, avant de s'exiler vers le Real Madrid, Fenerbahçe SK, Saint-Petersbourg et Strasbourg.
Depuis 2007 il est l'entraîneur principal d'une équipe de basket-ball dans son État d'origine à Warrenton.

## Clubs
- 1987 - 1991 :  Université d'État du Tennessee oriental (en) (NCAA)
- 1991 - 1992 :  Hooters de Jacksonville (USBL) puis  Hagen (Basketball-Bundesliga)
- 1992 - 1995 :  Warriors de Golden State (NBA)
- 1995 - 1996 :  Estudiantes Madrid (Liga ACB)
- 1996 - 1997 :  Nuggets de Denver (NBA) : N'a pas joué (blessé)
- 1997 - 1999 :  Le Mans (Pro A)
- 1999 - 2000 :  Real Madrid (Liga ACB) puis  Fenerbahçe (1re division)
- 2000 - fin 2000 :  Spartak Saint Petersbourg (Superligue)
- fin 2000 - 2002 :  Strasbourg (Pro A)
- 2002 - 2003 :  Nancy (Pro A)
- 2003 - 2004 :  Strasbourg (Pro A)

## Palmarès

### Distinctions personnelles
- MVP étranger de Pro A en 1999
- Participation au All-Star Game de la LNB en 1998 et 2002